# Else Fisch

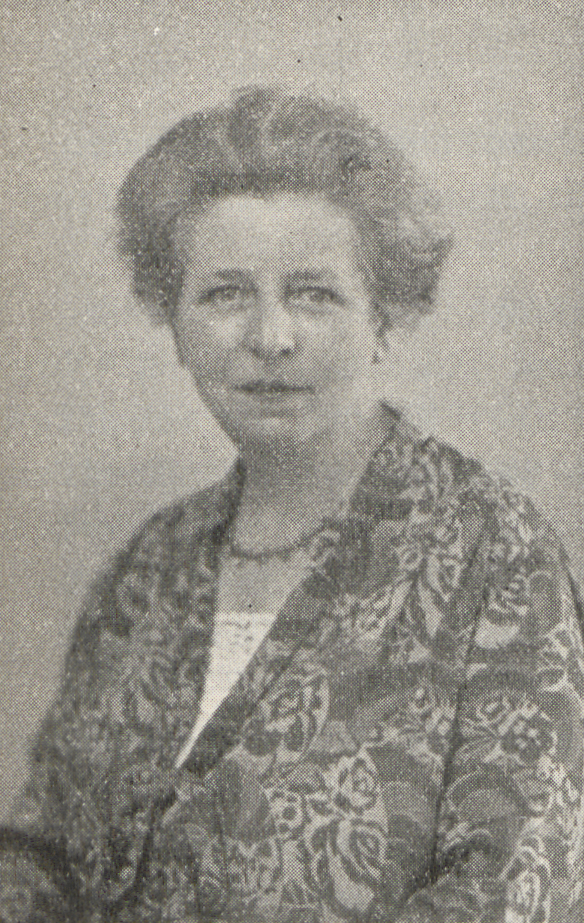
Else Fisch auf einem Wahlwerbeflugblatt der Deutschen Staatspartei, Berlin 1930

Else Fisch (* 28. November 1876 in Brandenburg an der Havel; † nach 1950) war eine deutsche Politikerin und Mitgründerin des Verbandes der Reichs-Post- und Telegrafenbeamtinnen. Sie engagierte sich als Stadtverordnete in Brandenburg/Havel und gehörte als Nachrückerin seit Oktober 1924 für kurze Zeit dem Preußischen Landtag an.

## Leben und Wirken
Else Fisch wurde am 28. November 1876 in Brandenburg/Havel geboren. Ihre Eltern waren der Müller Robert Fisch (1840–1903) und seine Ehefrau Luise Auguste Grentz (1838–?). Ihr Vater, der aus einer schlesischen Müllerfamilie stammte, konnte nach einer schweren Kriegsverwundung seinen erlernten Beruf nicht mehr ausüben; ab 1877 führte er die neue städtische Kaffeewirtschaft auf dem Marienberg in Brandenburg/Havel und fungierte zudem lange Jahre als Denkmalwärter des 1879 dort eingeweihten Kriegerdenkmals. Else Fisch absolvierte eine Ausbildung zur Telegraphensekretärin. 1912 gehörte sie gemeinsam mit Else Kolshorn zu den Gründerinnen des Bundesverbandes der Reichs-Post- und Telegraphenbeamtinnen, wo sie bis zu dessen Auflösung im Mai 1933 aktiv war. 1914 wurde sie zweite Vorsitzende des Verbandes und 1928 Schriftleiterin der Verbandszeitschrift Unter dem Reichsadler.
Ab 1910 wirkte Else Fisch im Bund Deutscher Frauenvereine mit, unter anderem im Vorstand der Ortsgruppe Brandenburg/Havel. 1918 trat sie der Deutschen Demokratischen Partei (DDP) bei, für die sie 1919 bei der Wahl zur verfassunggebenden Nationalversammlung als einzige Frau ihrer Partei im Wahlkreis 4 kandidierte, zu dem auch Potsdam gehörte. Sie konnte jedoch kein Mandat erringen. Stattdessen war sie von 1919 bis 1924 in der Stadtverordnetenversammlung von Brandenburg/Havel aktiv. Als Nachrückerin gehörte sie neben der Studienrätin Mathilde Drees seit Oktober 1924 für einige Monate dem ersten Preußischen Landtag an. Sie trat jedoch erst nach Ablauf der Sitzungsperiode in die Landtagsfraktion der DDP ein und gehörte dieser bis zum Ablauf der Legislaturperiode im Dezember 1924 an.
1923 wurde Fisch als erste Frau in den Reichsdisziplinarhof für Beamte aufgenommen. Neben Fragen, die speziell Frauen betrafen, setzte sie sich mit Steuerfragen und Beamtenrecht auseinander. Vom 22. bis 24. März 1925 nahm sie in Berlin an der „Ersten öffentlichen Tagung für die körperliche Erziehung der Frau“ teil und war dort neben Gertrud Bäumer eine von mehreren Rednerinnen. Ihr Vortragsthema lautete: „Körperliche Erziehung und Berufsarbeit“. Am 19. Mai 1925 hielt sie beim 14. Verbandstag des Verbandes der deutschen Reichs-Post- und Telegraphenbeamtinnen einen Vortrag mit dem Titel „Zur Frauenberufshygiene“, der im Folgejahr vom Verband als 24-seitiges Druckwerk in einer Auflage von mehreren Tausend Stück herausgegeben wurde.
Sieben Jahre gehörte Fisch dem Parteiausschuss der DDP an. Im Jahr 1928 kandidierte sie auf der Wahlvorschlagsliste der DDP auf Platz 2 hinter Prof. Georg Bernhard für den Reichstag, wurde aber nicht gewählt. Danach lebte sie in Berlin und engagierte sich in der Deutschen Staatspartei, wie die DDP nach dem Zusammenschluss mit der Volksnationalen Reichsvereinigung 1930 hieß. Wieder ließ sie sich für die Reichstagswahl aufstellen, erhielt jedoch zu wenige Stimmen. Am 28. Juni 1933 löste sich die Deutsche Staatspartei auf. Es ist unklar, ob sich Fisch danach weiterhin politisch engagierte.
Else Fisch starb nach 1950. Ihr genaues Sterbedatum und ihre Begräbnisstätte sind nicht bekannt.

## Schriften (Auswahl)
- Verband der deutschen Reichs-Post- und Telegraphenbeamtinnen (Hrsg.): Zur Frauenberufshygiene. Berlin 1926.
- Die Abfindung der wegen Heirat ausscheidenden Beamtin. In: Die Frau. Nr. 4, 1930.